# Kevin Roche
Kevin Roche   (Dublín, 14 de juny de 1922 - Guilford, 1 de març de 2019) va ser un arquitecte nord-americà d'origen irlandès. Va néixer a Dublín, encara que es va criar en una població petita del comtat de Cork. Va obtenir la seva llicenciatura en arquitectura a la universitat de Dublín l'any 1945.

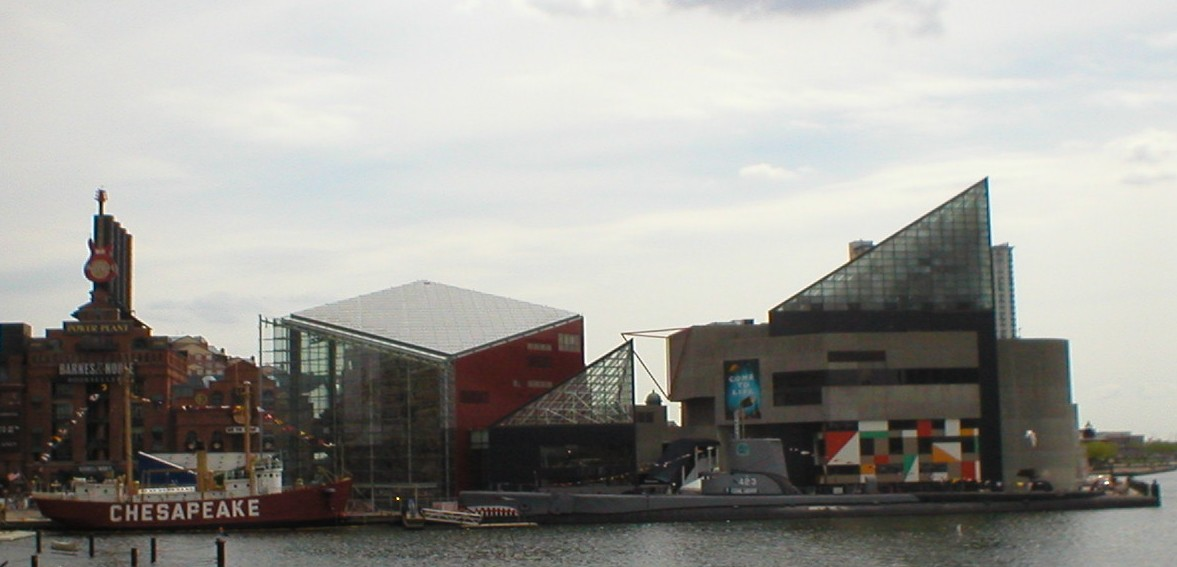
Acuarium a Baltimore

Quan va acabar la carrera, va treballar durant tres anys en un despatx d'arquitectes, on va col·laborar en el disseny dels exteriors d'un important projecte. El 1948 va abandonar Dublín i, després d'un breu període en què va treballar amb altres arquitectes, va emigrar als Estats Units, per estudiar amb Mies van der Rohe a l'Illinois Institute of Technology de Chicago.

## Nacionalitat nord-americana
Acabada aquesta època de nova formació, va romandre a Amèrica i va aconseguir una feina al despatx d'Eero Saarinen. Als cinc anys es va convertir en soci principal de Saarinen i quan aquest va morir el 1961, va continuar la seva labor, associant-se amb un enginyer d'estructures, John Dinkeloo. Al costat seu va acabar projectes tan significatius de Saarinen com la terminal de la TWA a l'Aeroport Internacional John F. Kennedy de Nova York o l'arc de Saint Louis. Definitivament establert als Estats Units, Roche va adquirir la nacionalitat nord-americana.
Roche ha dissenyat diversos edificis que han estat catalogats com a monuments nacionals als Estats Units. El seu despatx va ser durant algun temps el preferit per les grans companyies per dissenyar els seus edificis corporatius. Va rebre encàrrecs de tot el món per realitzar aquests edificis.
El 1982 Roche va guanyar el premi Pritzker d'arquitectura, el màxim guardó d'aquesta especialitat, comparable al premi Nobel. Solament en el període de 1962 a 1982 Roche va dissenyar més de 50 projectes. Se'l considera com un dels arquitectes més creatius en el disseny d'edificis envidrats. Les seves obres són imaginatives i innovadores, sense que per això incorporin elements innecessaris.

## Obres

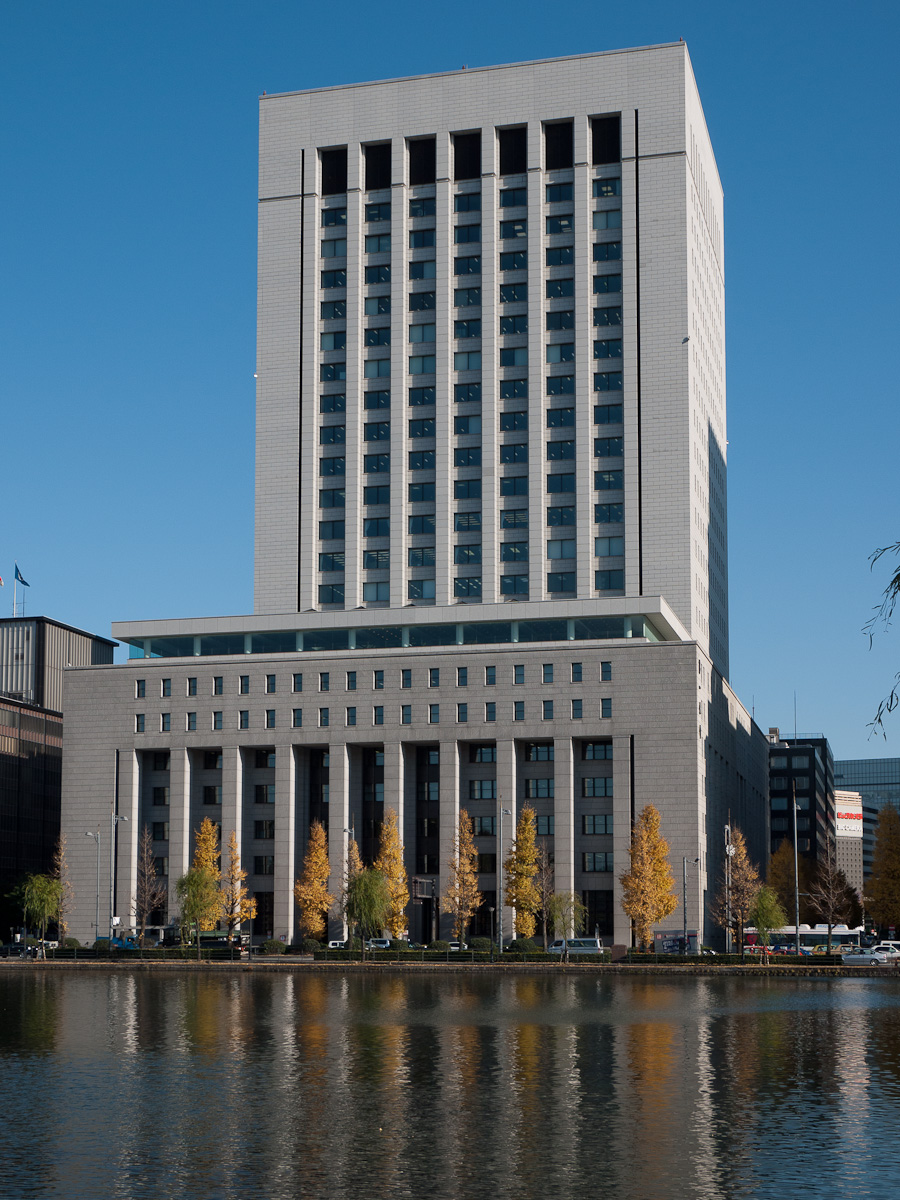
La DN Tower 21 a Tokio, Japó

- Fábrica de Cummins Engine (Columbus, Indiana)
- Edifici corporatiu Deere and Co. (Moline, Illinois)
- Edifici corporatiu General Foods (Rye, Nova York)
- Ampliació del Museu Metropolità (Nova York)
- Museu d'Oakland (Califòrnia)
- Edifici de la Fundació Ford (Nova York)
- Edifici Nations Bank Plaza (Atlanta)
- Seu corporativa de Bouyges (París)
- Hotel Plaza de les Nacions Unides (Nova York)
- Power Center for the Performing Arts, Universitat de Michigan (Chicago)
- Banc Irwin Union and Trust Company Addition
- Edifici College Life Insurance (Indianapolis)
- Edifici Knights of Columbus (New Haven, Connecticut)
- Ciudad Financiera del Banco Santander (Madrid)

## Premis
- 1982 Pritzker Architecture Prize.
- 1990 Medalla d'Or de l'American Academy of Arts and Letters.
- 1993 Medalla d'Or American Institute of Architects (AIA).